# Tylos neozelanicus
Tylos neozelanicus är en kräftdjursart som beskrevs av Charles Chilton 1901. Tylos neozelanicus ingår i släktet Tylos och familjen Tylidae. Inga underarter finns listade i Catalogue of Life.